# Escuelas de la Ciudad de Memphis

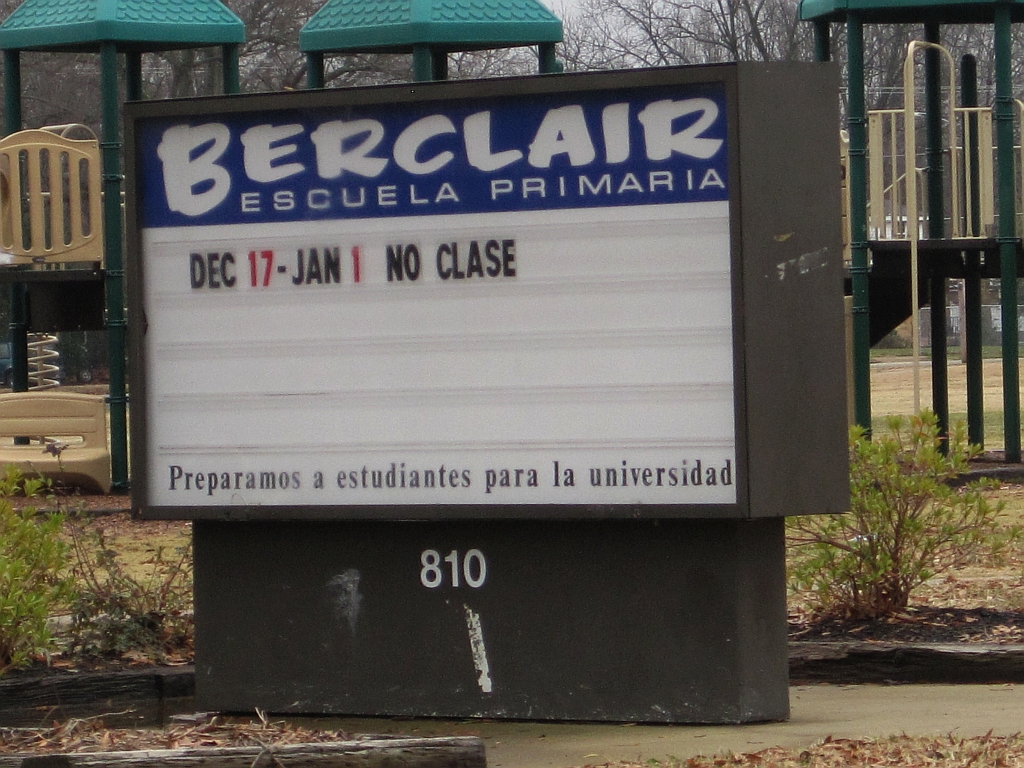
Letrero de la Escuela Primaria Berclair en español

El distrito Escuelas de la Ciudad de Memphis (en inglés Memphis City Schools o MCS) fue un distrito escolar de Tennessee, Estados Unidos. Tenía su sede en Memphis y gestionaba las escuelas de la ciudad.
En 2013 se fusionó con el distrito Escuelas del Condado de Shelby.